# Augustenkoog
Augustenkoog ist ein Ortsteil der Gemeinde Osterhever im Kreis Nordfriesland, Schleswig-Holstein, Deutschland, auf der Halbinsel Eiderstedt. Alt-Augustenkoog, Neu-Augustenkoog und Norderheverkoog-West liegen im Ortsgebiet.
Der Augustenkoog wurde 1611 von Johann Clausen Rollwagen eingedeicht und nach Augusta von Dänemark der Gemahlin des damaligen Herzogs Johann Adolf benannt.
1939 hatte der Koog noch 97 Einwohner, 1988 nur noch 58 Bewohner. Zurzeit leben 36 Personen auf einer Fläche von 840 ha in dem kleinen Ort im Amt Eiderstedt.
Am 1. Januar 2002 gab die Gemeinde Augustenkoog freiwillig ihre Selbständigkeit auf und trat der Gemeinde Osterhever bei. Die Aufgabe der 390 Jahre alten Tradition als Koog und später als eigene Gemeinde lag an der schwindenden Bevölkerungszahl. Landflucht und sinkende Kinderzahlen haben die Einwohnerschaft drastisch schrumpfen lassen, daraus resultierten sinkende Einnahmen bei gleichzeitig steigenden Ausgaben für die meisten Pflichtaufgaben. Der zum Zeitpunkt des Beitritts schuldenfreie Augustenkoog wurde problemlos in die Gemeinde Osterhever integriert.